# Liste der Biografien/Haz
Liste der Biografien |
Portal Biografien |
Personensuche
# |
A |
B |
C |
D |
E |
F |
G |
H |
I |
J |
K |
L |
M |
N |
O |
P |
Q |
R |
S |
T |
U |
V |
W |
X |
Y |
Z |
?
 
Ha |
Hd |
He |
Hi |
Hj |
Hk |
Hl |
Hm |
Hn |
Ho |
Hr |
Hs |
Ht |
Hu |
Hv |
Hw |
Hy
 
Haa |
Hab |
Hac |
Had |
Hae–Haf |
Hag |
Hah |
Hai |
Haj |
Hak |
Hal |
Ham |
Han |
Hao |
Hap |
Haq |
Har |
Has |
Hat |
Hau |
Hav |
Haw |
Hax |
Hay |
Haz
Die Liste der Biografien führt alle Personen auf, die in der deutschsprachigen Wikipedia einen Artikel haben. Dieses ist eine Teilliste mit 146 Einträgen von Personen, deren Namen mit den Buchstaben „Haz“ beginnt.

## Haz

### Haza
- Haza, Gottlieb (1904–1975), deutscher Unternehmer
- Haza, Hisui (* 1996), japanische Fußballspielerin
- Haza, Ivonne (1938–2022), dominikanische Sopranistin
- Haza, Ofra (1957–2000), israelische SängerinOfra Haza (1957–2000)

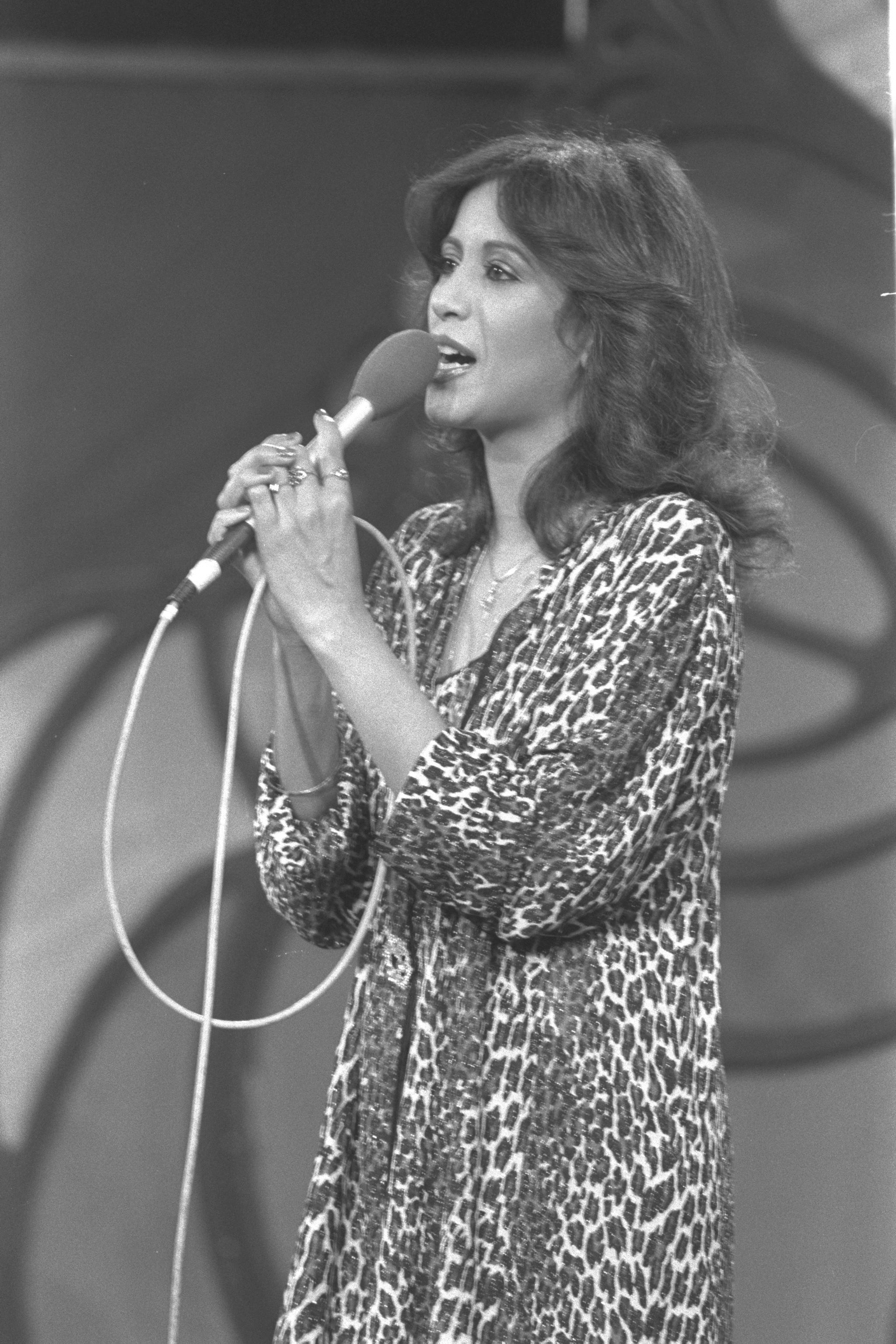
Ofra Haza (1957–2000)

- Haza-Radlitz, Albert Ludwig von (1798–1872), deutscher Rittergutsbesitzer und Politiker, MdR
- Hazaa, Khaled al- (* 1971), saudi-arabischer Fußballspieler
- Hazai, Attila (1967–2012), ungarischer Schriftsteller
- Hazai, Kálmán (1913–1996), ungarischer Wasserballspieler
- Hazai, Samuel von (1851–1942), österreich-ungarischer General
- Hazail Soumi, Severius (* 1965), syrischer Geistlicher, Metropolit-Patriarchalvikar der Syrisch-Orthodoxen Kirche für Belgien und Frankreich
- Hazama, Miho (* 1986), japanische Jazzmusikerin (Piano, Arrangement, Komposition)
- Hazan, Adeline (* 1956), französische Politikerin (PS), MdEP und Bürgermeisterin (Reims)
- Hazan, Éric (1936–2024), französischer Autor, Verleger und Chirurg
- Hazan, Jack (* 1939), britischer Filmregisseur und Kameramann
- Hazan, Koral (* 1999), israelische Fußballspielerin
- Hazan, Marcella (1924–2013), italienisch-US-amerikanische Kochbuchautorin
- Hazan, Oren (* 1981), israelischer Politiker
- Hazan, Shay (* 1989), isrælischer Jazzmusiker (Bass)
- Hazan, Yaakov (1899–1992), israelischer Politiker
- Hazanavicius, Michel (* 1967), französischer Regisseur und Drehbuchautor
- Hazanavicius, Raïka (* 1999), französische Schauspielerin
- Hazanavicius, Serge (* 1963), französischer Schauspieler
- Hazar (* 1977), Jazz-Gitarrist und Saz-Spieler
- Hazar, Nedim (* 1960), türkischer Schauspieler, Musiker und Kabarettist
- Hazard, Caroline (1856–1945), US-amerikanische Pädagogin, Philanthropin und Autorin
- Hazard, Conor (* 1998), nordirischer Fußballtorwart
- Hazard, Ebenezer (1744–1817), Postminister in der Gründerzeit der USA
- Hazard, Eden (* 1991), belgischer FußballspielerEden Hazard (* 1991)

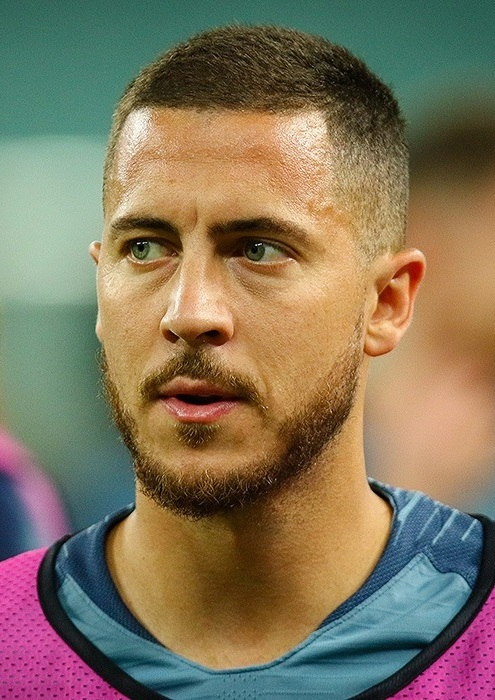
Eden Hazard (* 1991)

- Hazard, George (1700–1738), britischer Politiker
- Hazard, Henry T. (1844–1921), US-amerikanischer Politiker
- Hazard, Jeffrey (1762–1840), US-amerikanischer Jurist und Politiker
- Hazard, Jonathan (1731–1812), US-amerikanischer Politiker
- Hazard, Kaarina (* 1966), finnische Schauspielerin und Autorin
- Hazard, Kylian (* 1995), belgischer Fußballspieler
- Hazard, Nathaniel (1776–1820), US-amerikanischer Politiker
- Hazard, Paul (1878–1944), französischer Historiker und Essayist
- Hazard, Robert (1702–1751), britischer Politiker
- Hazard, Thorgan (* 1993), belgischer Fußballspieler
- Hazardo (* 1994), deutscher Rapper, Musikproduzent und Musikunternehmer
- Hazare, Anna, indischer Bürgerrechtler
- Hazare, Vijay (1915–2004), indischer Cricketspieler
- Hazarika, Bhupen (1926–2011), indischer Dichter, Komponist, Sänger, Schauspieler, Filmregisseur und journalistischer Autor
- Hazawa, Shinji (* 1999), japanischer Tennisspieler
- Hazazi, Mohammed (* 2006), saudi-arabischer Fußballspieler
- Hazazi, Naif (* 1988), saudi-arabischer Fußballspieler
- Hazazi, Sulaiman (* 2003), saudi-arabischer Fußballspieler

### Hazb
- Hazbiu, Kadri (1922–1983), albanischer kommunistischer Politiker

### Haze
- Haze, deutsch-kroatischer RapperHaze

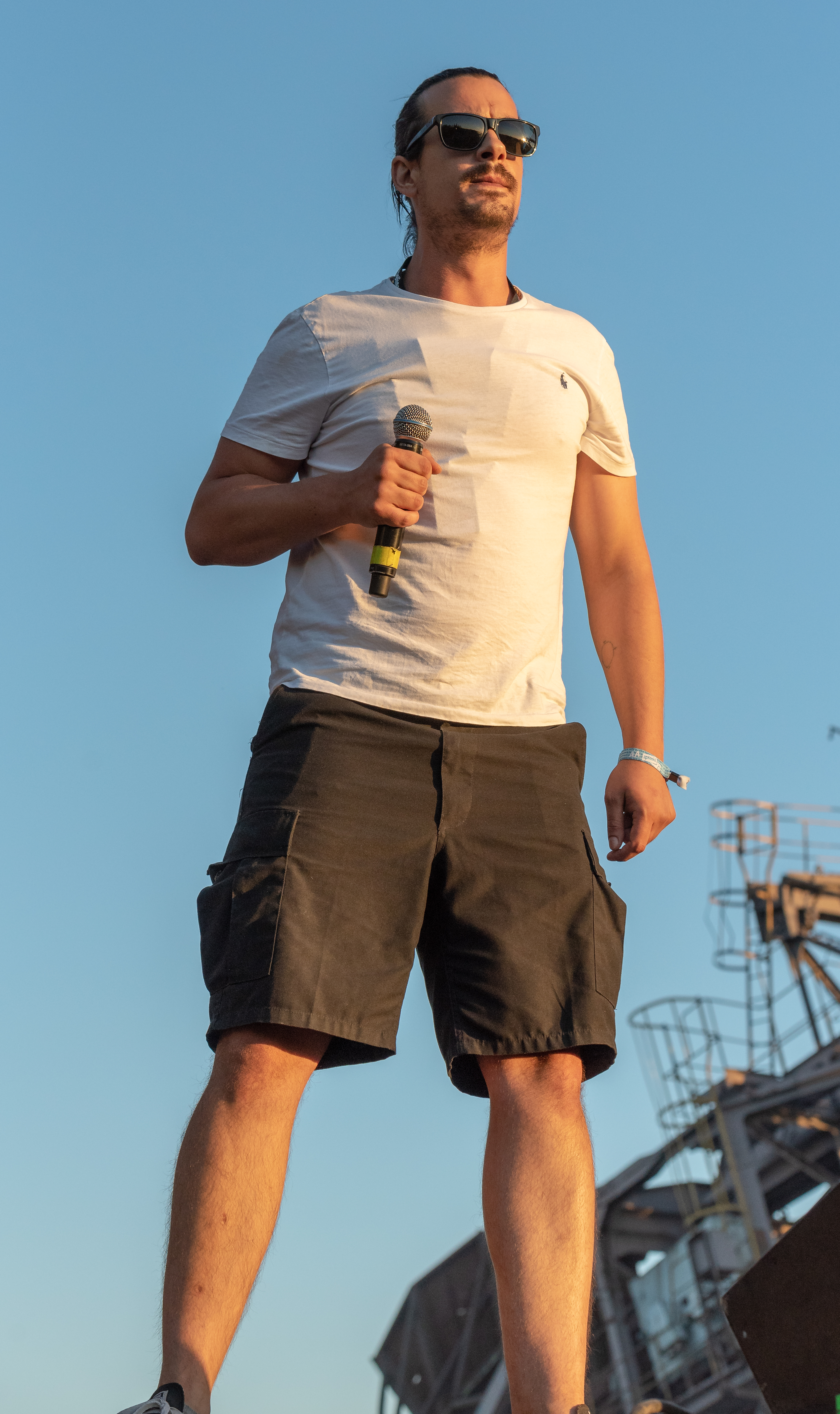
Haze

- Haze de Georgio, Jeronimo de (1651–1725), Bürgermeister von Amsterdam
- Haze, Allie (* 1987), US-amerikanische Pornodarstellerin
- Haze, Angel (* 1991), US-amerikanische Rapperin
- Haze, Jenna (* 1982), US-amerikanische PornodarstellerinJenna Haze (* 1982)

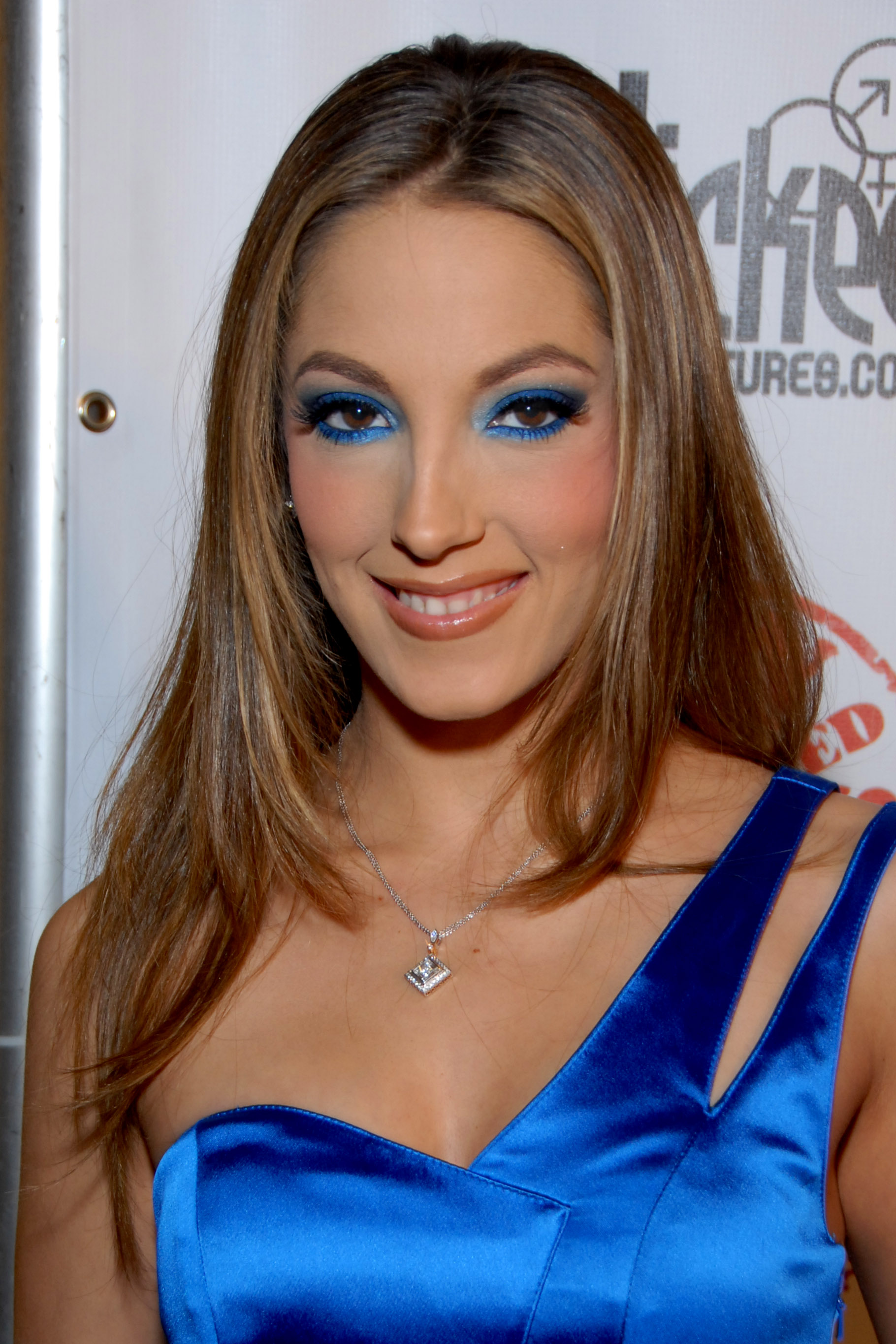
Jenna Haze (* 1982)

- Haze, Jonathan (1929–2024), US-amerikanischer Schauspieler
- Haze, Maria Theresia (1782–1876), belgische Ordensfrau
- Haze, Scott (* 1993), US-amerikanischer Schauspieler
- Hazebrouck, Henri (1877–1948), französischer Ruderer
- Hazebrouck, Vera van (* 1954), deutsche Kulturmanagerin
- Hazecha von Ballenstedt, Äbtissin des freien weltlichen Stiftes Gernrode und Frose
- Hazekamp, Anja (* 1968), niederländische Biologin und Politikerin (Partij voor de Dieren), MdEP
- Hazekamp, Ted (1926–1987), niederländischer Politiker und Wirtschaftsmanager
- Hazel, Eddie (1950–1992), US-amerikanischer Gitarrist
- Hazel, James H. (1888–1965), US-amerikanischer Politiker
- Hazel, Louise (* 1985), britische Siebenkämpferin
- Hazel, Monk (1903–1968), US-amerikanischer Jazzschlagzeuger
- Hazelbaker, Frank A. (1878–1939), US-amerikanischer Politiker
- Hazeldine, Sam (* 1972), britischer SchauspielerSam Hazeldine (* 1972)

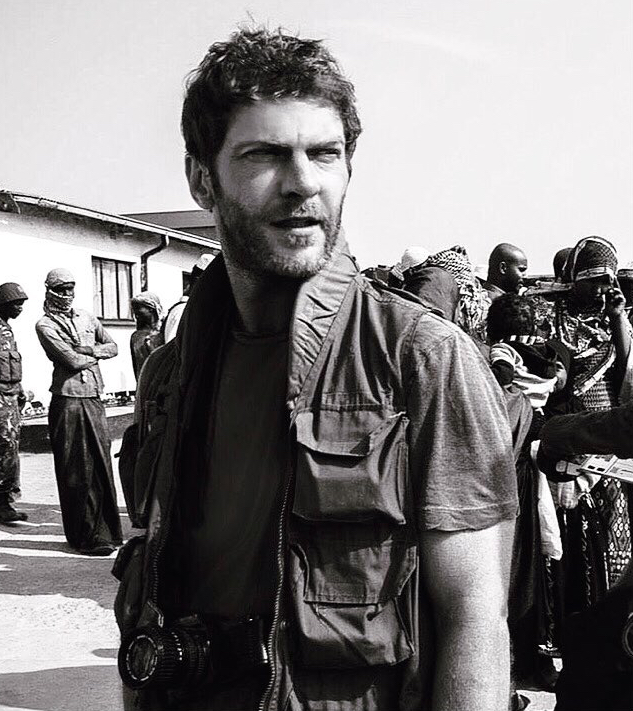
Sam Hazeldine (* 1972)

- Hazelhoff Roelfzema, Erik (1917–2007), niederländischer Schriftsteller, Widerstandskämpfer und Kampfpilot
- Hazelhoff, Veronica (1947–2009), niederländische Kinder- und Jugendbuchautorin
- Hazelius, Artur (1833–1901), schwedischer Philologe und Ethnograph
- Hazell, Bert (1907–2009), britischer Gewerkschaftsführer und Politiker (Labour Party), Mitglied des House of Commons
- Hazell, Eddie (1934–2010), US-amerikanischer Jazz-Gitarrist und -Sänger
- Hazell, Heidi (1962–1989), deutsches Mordopfer der IRA
- Hazell, Keeley (* 1986), britisches Fotomodell
- Hazelmyer, Tom, US-amerikanischer Musiker, Galerist und Gründer des Plattenlabels Amphetamine Reptile Records
- Hazeltine, Abner (1793–1879), US-amerikanischer Politiker
- Hazeltine, Alan (1886–1964), US-amerikanischer Elektroingenieur
- Hazeltine, David (* 1958), US-amerikanischer Jazzpianist
- Hazeltine, Ira Sherwin (1821–1899), US-amerikanischer Politiker
- Hazeltine, Joyce (1935–2016), US-amerikanische Politikerin
- Hazelton, George Cochrane (1832–1922), US-amerikanischer Politiker
- Hazelton, Gerry Whiting (1829–1920), US-amerikanischer Politiker
- Hazelton, John W. (1814–1878), US-amerikanischer Politiker
- Hazelton, Rebecca (* 1978), US-amerikanische Dichterin und Anglistin
- Hazelwood, Ali, Pseudonym einer Autorin von Liebesromanen
- Hazelwood, Joseph (1946–2022), US-amerikanischer Seemann, Kapitän der Exxon Valdez
- Hazelzet, Wilbert (* 1948), niederländischer Flötist
- Hazemba, Chidamba (* 1997), sambischer Sprinter
- Hazen, Allen (1869–1930), US-amerikanischer Ingenieur
- Hazen, Elizabeth Lee (1885–1975), US-amerikanische Mikrobiologin
- Hazen, John Douglas (1860–1937), kanadischer Politiker, Unterhausmitglied, Premier und Oberster Richter von New Brunswick
- Hazen, Melvin Colvin (1869–1941), US-amerikanischer Politiker
- Hazen, Robert M. (* 1948), US-amerikanischer Mineraloge
- Hazen, William Babcock (1830–1887), US-amerikanischer Generalmajor
- Hazenbos, Joost (* 1962), niederländischer Altorientalist
- Hazenpoet, Gerrit († 1557), Märtyrer der Täuferbewegung
- Hazer, Ahmad (* 1989), libanesischer Hürdenläufer
- Hazer, Ali (* 1984), libanesischer Sprinter
- Hazer, Merve (* 1994), türkische Schauspielerin
- Hazer, Türkü (* 1980), türkische Schauspielerin
- Hazes, André (1951–2004), niederländischer SängerAndré Hazes (1951–2004)

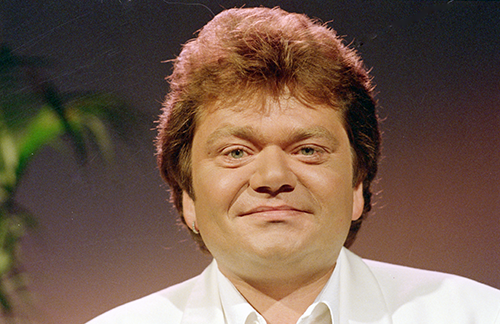
André Hazes (1951–2004)

- Hazes, André junior (* 1994), niederländischer Nachwuchssänger
- Hazevoet, Kees (* 1948), niederländischer Jazz-Pianist und -Klarinettist; Zoologe
- Hazewinkel, David (* 1944), US-amerikanischer Ringer
- Hazewinkel, Michiel (* 1943), niederländischer Mathematiker
- Hazewinkel-Suringa, Derkje (1889–1970), niederländische Juristin und Professorin für Strafrecht und Strafprozessrecht

### Hazh
- Hazhir, Abdolhossein (1899–1949), iranischer Politiker

### Hazi
- Házi, Tibor (1912–1999), ungarischer Tischtennisspieler
- Haziga von Dießen († 1104), Stifterin des Klosters Bayrischzell
- Hazilla, Jon (* 1956), US-amerikanischer Jazzmusiker und Hochschullehrer
- Hazima bint Nasser (1884–1935), Königin im Irak und Syrien
- Hazimeh, Ibrahim (1933–2023), palästinensischer Maler
- Haziri, Lutfi (* 1969), kosovarischer Politiker
- Hazisllari, Joana (* 2001), albanische Leichtathletin
- Hazivar, Rainer (* 1966), österreichischer Journalist

### Hazk
- Hazko, Hanna (* 1990), ukrainische Speerwerferin

### Hazl
- Házl, Petr (* 1971), tschechischer Handballspieler
- Hazledine, William (1763–1840), Industrieller, Pionier der englischen Eisenverhüttung und Gießtechnik
- Hazlett, Chester (1891–1974), US-amerikanischer Orchester- und Jazzmusiker
- Hazlett, James M. (1864–1941), nordirisch-amerikanischer Politiker
- Hazlett, Olive (1890–1974), US-amerikanische Mathematikerin
- Hazlewood, Doug (* 1956), US-amerikanischer Comiczeichner
- Hazlewood, Josh (* 1991), australischer Cricketspieler
- Hazlewood, Lee (1929–2007), US-amerikanischer Musikproduzent, Singer-Songwriter und Country-SängerLee Hazlewood (1929–2007)

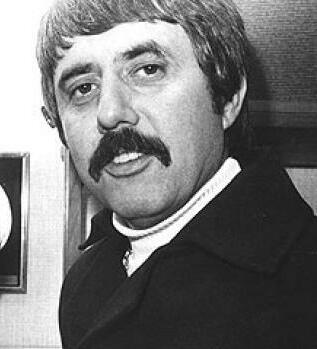
Lee Hazlewood (1929–2007)

- Hazlewood, Rebecca (* 1977), britische Schauspielerin in Film und Fernsehen
- Hazlitt, Henry (1894–1993), US-amerikanischer Journalist und Ökonom
- Hazlitt, William (1778–1830), englischer Essayist und Schriftsteller

### Hazn
- Haznedaroğlu, Kıvanç (* 1981), türkischer Schachspieler

### Hazo
- Hazod, Johann (1897–1981), österreichischer Maler und Buchdrucker
- Hazon, Roberto (1854–1920), italienischer Dirigent und Musikpädagoge
- Hazony, Yoram (* 1964), israelischer Bibelwissenschaftler, Philosoph und politischer PublizistYoram Hazony (* 1964)

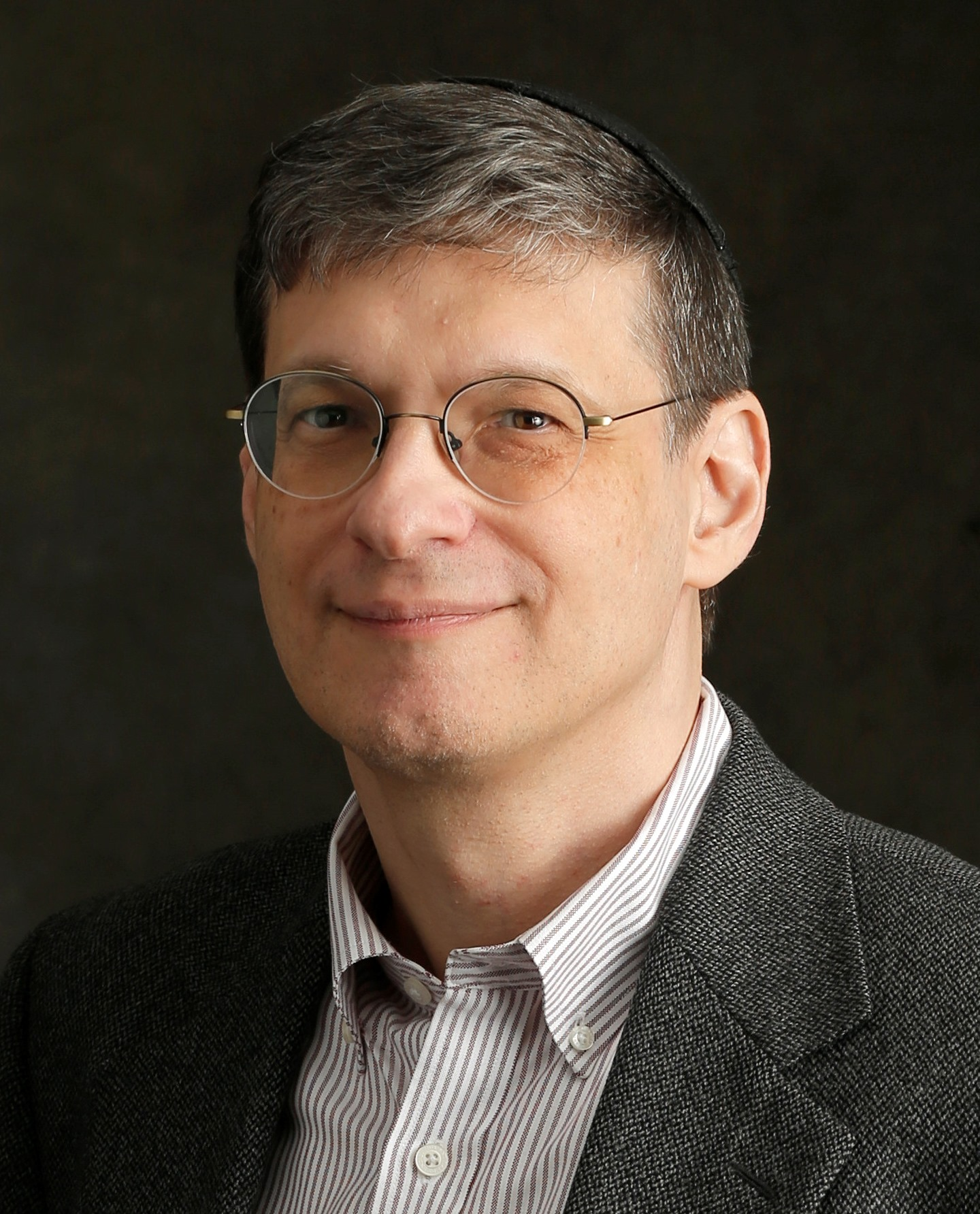
Yoram Hazony (* 1964)

- Hazoumé, Flore (* 1959), kongolesische Autorin
- Hazoumé, Paul (1890–1980), beninischer Ethnologe, Forscher, Schriftsteller und Politiker
- Hazoumé, Romuald (* 1962), beninischer Künstler

### Hazr
- Hazra, Ankush, indischer Schauspieler, Produzent, Tänzer und Fernsehpersönlichkeit
- Hazra, Matangini (1870–1942), indische Revolutionärin
- Hazre (* 1970), bosnischer Turbofolksänger

### Hazy
- Házy, Erzsébet (1929–1982), ungarische Opernsängerin (Sopran)

### Hazz
- Hazzah, Leela (* 1979), ägyptisch-US-amerikanische Naturschutzbiologin
- Hazzard, Aiden (* 1998), Sprinter aus Anguilla
- Hazzard, David (1781–1864), US-amerikanischer Politiker
- Hazzard, Halle (* 1999), grenadische Sprinterin
- Hazzard, Johnny (* 1977), US-amerikanischer Pornodarsteller
- Hazzard, Linda (1867–1938), US-amerikanische Alternativmedizinerin
- Hazzard, Shirley (1931–2016), britisch-US-amerikanische Schriftstellerin
- Hazzi, Joseph von (1768–1845), bayerischer Beamter
- Hazzory, Mohammad (* 1983), syrischer Dreispringer